# الخطوط الجوية الصينية (الرحلة 120)
الخطوط الجوية الصينية الرحلة 120 طائرة بوينغ 737-800 إحترقت عند الهبوط في مطار ناها في 10:33 صباحا بتوقيت اليابان وبعد أستخدام عاكس الدفع والقلابات حصل عيب تصميمي بعد الإغلاق في محرك الطائرة الأيمن من طراز سي اف ام 56 وتسبب هذا في الحريق الذي أجتاح وسط الطائرة وتم إخلاء جميع الركاب والطاقم البالغ عددهم 165 شخصا في 90 ثانية أي خلال دقيقة ونصف وبعدها وصل الحريق إلي خزانات الوقود وفجرها بانفجار عظيم وقد صور الحادثة بكاميرا تصوير تليفزيوني من قناة يابانية وكاميرا تصوير منزلية صورت الحادثة بأكثر من 12 دقيقة وكانت التسجيلاتان الأعظم للحادثة التايوانية في اليابان وسميت الحادثة «بمعجزة ناها» وكانت تعتبر من أهم الحوادث للشركة وجرح 3 ركاب و1 من الطاقم الأرضي للمطار وكانت الإصابات طفيفة.